# In the Dark (Dev-Lied)
In the Dark ist ein Lied der amerikanischen Sängerin und Rapperin Dev. Es wurde von Dev zusammen mit The Cataracs geschrieben, letztere produzierten das Lied für Devs Debütalbum The Night the Sun Came Up (2011). Das Lied wurde am 25. April 2011 als zweite Single des Albums veröffentlicht. In the Dark entstand, da Dev einen sexy Song machen wollte und beweisen wollte, dass sie nun eine erwachsene Frau ist. Bei den verschiedenen Remixversionen des Liedes arbeitete Dev mit den US-Rappern Flo Rida, 50 Cent und Kanye West zusammen. Dev wollte, dass ihre Remixversionen radiotauglich werden und auch gut im Radio hörbar sind. In the Dark ist ein Dance-Pop-Lied mit einem Saxophon-Hook und Einflüssen von Eurodance und Latin-Pop-Musik. Inhaltlich handelt das Lied über Sex-Antriebe und das Gefühl, von allen Seiten solange berührt zu werden, bis es zu einem sexuellen Akt kommt.
Das Lied wurde von Kritikern hochgelobt, vor allem aber die Produktion und das Saxophon-Hook. Kritisiert wurde lediglich der sexuelle Inhalt des Liedes; manche bezeichneten den Liedinhalt als zu sexuell. Vor allem in den Vereinigten Staaten wurde In the Dark ein kommerzieller Erfolg und ebnete Dev den Weg für eine erfolgreiche Karriere im amerikanischen Musikbusiness. In den amerikanischen Billboard Hot 100 erreichte das Lied Platz 11 und verfehlte nur knapp den Einzug in die Top Ten. Die Slowakei war das einzige Land, in dem das Lied ein Nummer-eins-Hit wurde. Weltweit war das Lied auch erfolgreich und konnte sich in den oberen Charträngen platzieren. Das Musikvideo zeigt Dev nackt, sie wird von schwarz bemalten Händen und Armen berührt. Laut Dev war die Inspiration hinter dem Musikvideo die sexuellen und düsteren Aspekte des Liedes. Außerdem wollte Dev ein Tim-Burton-inspiriertes Musikvideo drehen.

## Hintergrund
In the Dark wurde von Dev zusammen mit The Cataracs geschrieben, letztere produzierten das Lied. Dev beschrieb das Lied als „sehr würzig“ und „heiß“. In einem Interview mit dem Musik-Blog Idolator, sprach Dev über das Konzept des Liedes: „Die Idee hinter ‚In the Dark‘ war für mich, ein sexy Lied zu machen. Ich bin jetzt eine erwachsene Frau. Ich habe mit den The Cataracs seit den letzten drei Jahren zusammengearbeitet und ich traf sie, als ich noch sehr jung war und in einer kleinen Stadt lebte. Ich dachte „Verflucht. Ich muss unbedingt ein sehr sexy Lied machen!“, also machte ich ein sehr sexy Lied.“ Sie erklärte, ihr Lied solle sehr „schmackhaft und dennoch sexuell“ sein und beschrieb es als „sehr sexy und sehr musikalisch gleichzeitig“. Sie sagte: „Meine vorherigen Lieder waren alle Spaß-Lieder. Ich wollte eine neue Sorte Lied aufnehmen und machte es. Es ist möglicherweise eine meiner sexuellsten Aufnahmen in meiner Karriere, aber ich denke ich habe genau das gebraucht!“ In the Dark wurde im Januar 2011 bei einer Aufnahme-Session aufgenommen; es war eines der ersten Lieder, welches für Devs Debütalbum aufgenommen wurde.
Das Lied wurde am 25. April 2011 als zweite Single von Devs Debütalbum The Night the Sun Came Up aufgenommen. Am 24. Mai 2011 wurde das Lied erstmals im amerikanischen Radio gespielt. Im Vereinigten Königreich wurde In the Dark als Download-EP mit drei Remixversionen des Liedes und dem Musikvideo veröffentlicht. US-Rapper Flo Rida ist Gast auf der offiziellen Remixversion des Liedes und Dev erklärte, dass sie eine Remixversion aufnehmen wollte, die „perfekt für das amerikanische Radio“ geeignet sei. Sie erklärte, dass ein Rapper immer die beste Auswahl für eine Remixversion sei, die auch im Radio gespielt wird. Über ihre Zusammenarbeit mit Flo Rida sagte Dev: „Wir überlegten was ‚cool‘ für das Radio wäre und gut zum Lied passe, zu einem Lied, welches kein wirklicher Rapsong ist. Also wählten wir Flo Rida, da er meinen Wünschen entsprach und ich wusste nur er bringt den Remix cool ins Radio.“ Auf einer weiteren Remix-version des Liedes arbeitete Dev mit 50 Cent zusammen, während Dev mit Kanye West an einer inoffiziellen Remix-Version arbeitete, dazu sagte Dev: „Das war ein Ding, welches das Internet in kürzester Zeit überflutete, weil es sich so unglaublich gangsterhaft mit Kanye anhört und eine meiner Lieblingsremixversionen ist.“

## Komposition
In the Dark ist ein Dance-Pop-Lied mit Eurodance-Beats und Synthesizer, gemixt mit Einflüssen von Latin-Pop-Musik. Das Lied enthält einen House-Rhythmus und ein auffälliges Saxophon-Riff. Kritiker verglichen die Saxophon-Stellen mit Alexandra Stans Megahit Mr. Saxobeat (2011). In the Dark beginnt mit Devs Sing-Sprechgesangs-Stil, sie rapt: „On my waist, through my hair / Think about it when you touch me there / Close my eyes, here you are dance-dance-dancing in the dark.“ Laut Nadine Cheung vom AOL Radio übernahm die Anfangszeile die Melodie von Reel 2 Reals Hit I Like to Move It (1994). In In the Dark verwendet Dev ihre Singstimme häufiger als ihren Rap/Sprechgesangs-Stil. Inhaltlich handelt das Lied von Sex-Antrieben und von dem Gefühl, von allen Seiten so lange berührt zu werden, bis es zu einem sexuellen Akt kommt, dies macht Dev mit der Wiederholung der Zeile deutlich: „I got a sex drive to push the start“.

## Musikvideo
Die Regie zum Musikvideo für In the Dark führte Ethan Lader. Dev engagierte Lader als Regisseur, da er in dieser Position schon für weitere Musikvideos von ihr und The Cataracs fungierte. Lader gab Dev ursprünglich seine Ideen für das Musikvideo, und Dev entschied, welche Idee sie für das Musikvideo umsetzten wollte. Dev sagte: „So drehten wir das Musikvideo mehrmals, doch immer gefiel mir was nicht an seinen Ideen. … Dann trafen wir beide uns nochmal und schrieben unsere Ideen für das Musikvideo auf und fühlten uns aufgeregt. Ich wollte im Musikvideo sexy und düster sein, in einer interessanten Weise, darüber handelt auch das Lied. So setzten wir diese Idee letztlich um und drehten ein Musikvideo, das mir am Ende sehr gefiel. Wir hätten es nicht besser machen können.“ Das Musikvideo wurde Ende April 2011 in Los Angeles, Kalifornien gedreht, kurz bevor Dev als Opening-Act bei Ushers OMG Tour auftrat. Dev wollte mehr Kontrolle über den Videodreh zu In the Dark haben als bei ihren vorherigen Musikvideodrehs, sie forderte den Regisseur auf, „ihr ein bisschen Freiraum zu geben“, da Dev mit den Prozessen eines Musikvideodrehs unerfahren war. Dev wollte wissen, wie man ein Musikvideo dreht, da sie auch vorhat, zukünftige Videos in Eigenhand zu drehen. In einem Interview mit Idolator erklärte Dev das Konzept des Musikvideos, sie wollte eine ähnlich düstere Stimmung wie bei Tim Burtons Alice in Wonderland: „Ich wollte, dass mein Musikvideo auch sexy wird. Ich wollte, dass mein Musikvideo auch die düsteren Aspekte des Liedes reflektiert, und am Ende wussten wir, dass wir ein ähnlich düsteres Musikvideo haben, das mit Tim Burtons Alice im Wunderland vergleichbar ist.“
Im Musikvideo sieht man Dev in Clubszenen, in denen sie tanzt. Der Hauptfokus liegt auf den schwarz bemalten Händen und Armen, welche fast die ganze Zeit im Musikvideo zu sehen sind. Oft sieht man im Musikvideo Devs nackten Körper, und nur die bemalten Hände verstecken ihre Intimstellen. Einige Hände wurden noch digital in die Szenen eingefügt, hauptsächlich waren diese auch dazu da, dass sie Devs Körper berühren. Dev erklärte: „Die Komparsen waren erstaunlich, ich durfte Hände und Körper bemalen. Das durfte ich stundenlang machen.“ Cory Lamz von Westword lobte das Musikvideo: „Sich In the Dark anzusehen ist wie, als würde man bei düsterem Licht unter Ecstasy-Einfluss tanzen. In einem Meer von Händen erreicht Dev, dass die Zuschauer sie berühren wollen. Dev hypnotisiert dich, beeinflusst dich, verführt dich und verleitet dich. Sie bringt dich dazu, dass du Dev berühren willst, genauso wie die vielen anderen Hände im Musikvideo.“ Contessa Gayles von AOL Music bezeichnete das Musikvideo als „freaky“ und „funky“, sie schrieb: „Vergessen sie 'in der Dunkelheit zu tanzen', Dev arbeitet in einem Meer von schwarzen Händen und Armen in diesem freakigen und funkigen neuen Video.“ Im Kontrast dazu bezeichnete es Becky Bain von Idolator als „neuartig“. Bill Lamb von About.com schrieb: „Das Musikvideo wird dich dazu bringen, dass du deine Hände nie mehr mit der gleichen Sichtweise sehen wirst.“

## Kritik
Devs Debütsingle In the Dark wurde von Kritikern hoch gelobt. Lewis Corner von der britischen Musikwebsite Digital Spy gab dem Lied vier von fünf Sternen und lobte den Saxophon-Hook. Außerdem schrieb die Website: „[Dev]s Gesang in süßen und sensitiven Tönen, begleitet von dem scharfen Saxophon-Hook, ist heißer als […]. Außerdem sollten wir hinzufügen, dass das Lied eine süchtig machende Angelegenheit ist.“ Bill Lamb von About.com gab In the Dark auch vier von fünf Sternen und lobte Devs Gesang, den sexy Liedtext sowie den Saxophon-Hook. Lamb stellte klar, dass das Lied „fast pure Libido“ sei, und erklärte, dass das Lied auch ohne anzüglichen Text funktioniert. Auf der anderen Seite kritisierte er, dass das Lied „in seiner aktuellen Zeit geschlossen ist“, und schrieb: „'In the Dark’ scheint ein starkes Lied des Dance-Pop-Moments zu sein. Wie beim Hit 'Like a G6' ist es möglich, dass 'In the Dark’ in einigen Monaten wieder out ist und überaltert klingt. Es ist nicht vergleichbar mit Liedern, die zeitlos sind.“ Zum Ende lobt Lamb noch einmal: „Das Lied passt gut zu den aktuellen Party-Titellisten und Dev und The Cataracs haben ihre Finger auf dem Puls der aktuellen Party-Musik.“ Garyn Ganz vom Magazin Rolling Stone lobte das Lied auch: „Dev rappt über ihre Sex-Erlebnisse und Sex-Orgien, bei einem Latin-House-Beat der 90er, wie eine bessere Version von Kesha“ -„Dev speak-sings about her sex drive over a Nineties Latin house beat like a top-shelf version of Kesha“ – „verlockend, nicht dirty.“
In einer Kritik zum Album The Night the Sun Came Up bezeichnete der Slant-Magazine-Kritiker Sal Cinquemani das Lied als bestes Lied des Albums. Er schrieb: „In the Dark hat zu aggressive Beats und kitschige Synthie-Töne und einen Dev-typischen „ooh la la“-Hook und einen reizenden Saxophon-Riff, dies alles macht In the Dark zum besten Lied des Albums.“ Tris McCall von The Star-Ledger zeichnete In the Dark als „Lied der Woche“ aus und verglich den Saxophon-Hook mit Alexandra Stans Mr. Saxobeat, außerdem schrieb er, In the Dark habe einen „etwas mechanischen Gesang“, wie bei Devs Lied Booty Bounce (2010). McCall schrieb zum Inhalt von In the Dark zur Zeile „do your work on me/Open up my body and do some surgery“ das „grobstes Kissen-Gespräch“ seit My Humps von The Black Eyed Peas. Der Dallas Observer kritisierte den Saxophon-Hook und schrieb: „Das Saxophon-Hook zeigt, wie niederwertig dieses Lied ist“.

## Chartplatzierungen
In den Vereinigten Staaten debütierte In the Dark am 20. August 2011 auf Platz 92 der Billboard Hot 100, drei Monate nachdem das Lied veröffentlicht wurde. Das Lied wurde immer erfolgreicher und stieg stetig, nach acht Wochen erreichte das Lied am 22. Oktober 2011 seine Höchstplatzierung auf Platz 11. Das Lied wurde ein größerer Erfolg als Devs Debütsingle Bass Down Low (2010), welche in den Billboard Hot 100 nur Platz 61 erreicht hat. Am 18. November 2011 wurde das Lied in den Vereinigten Staaten mit einer Goldenen Schallplatte ausgezeichnet für über 500.000 Verkäufe. Vier Monate später folgte eine Platin-Auszeichnung für mehr als eine Million Verkäufe.
In Kanada debütierte In the Dark am 17. September 2011 auf Platz 83 der Canadian Hot 100. In Australien erreichte In the Dark Platz 41. In Dänemark erreichte In the Dark Platz 22 und blieb dort nur fünf Wochen in den Charts. In der Slowakei wurde das Lied ein Nummer-eins-Hit. Im Vereinigten Königreich erreichte In the Dark Platz 37 und konnte nicht an den Top-Ten-Erfolg von Bass Down Low, der ersten Single, anknüpfen. In Irland erreichte In the Dark Platz 33.
| ChartsChartplatzierungen       | Höchstplatzierung | Wochen |
| ------------------------------ | ----------------- | ------ |
| Vereinigtes Königreich (OCC)   | 37 (4 Wo.)        | 4      |
| Vereinigte Staaten (Billboard) | 11 (20 Wo.)       | 20     |

| ChartsJahrescharts (2011)      | Platzierung |
| ------------------------------ | ----------- |
| Vereinigte Staaten (Billboard) | 83          |

## Auszeichnungen für Musikverkäufe
| Land/Region               | Auszeichnungen für Musikverkäufe (Land/Region, Auszeichnung, Verkäufe) | Verkäufe  |
| ------------------------- | ---------------------------------------------------------------------- | --------- |
| Vereinigte Staaten (RIAA) | Platin                                                                 | 1.000.000 |
| Insgesamt                 | 1× Platin ·                                                            | 1.000.000 |